# Kamienica przy Rynku 56 we Wrocławiu
Kamienica przy Rynku 56 – kamienica na wrocławskim Rynku, na północnej pierzei rynku, zwanej Targiem Łakoci.

## Historia kamienicy i jej architektura

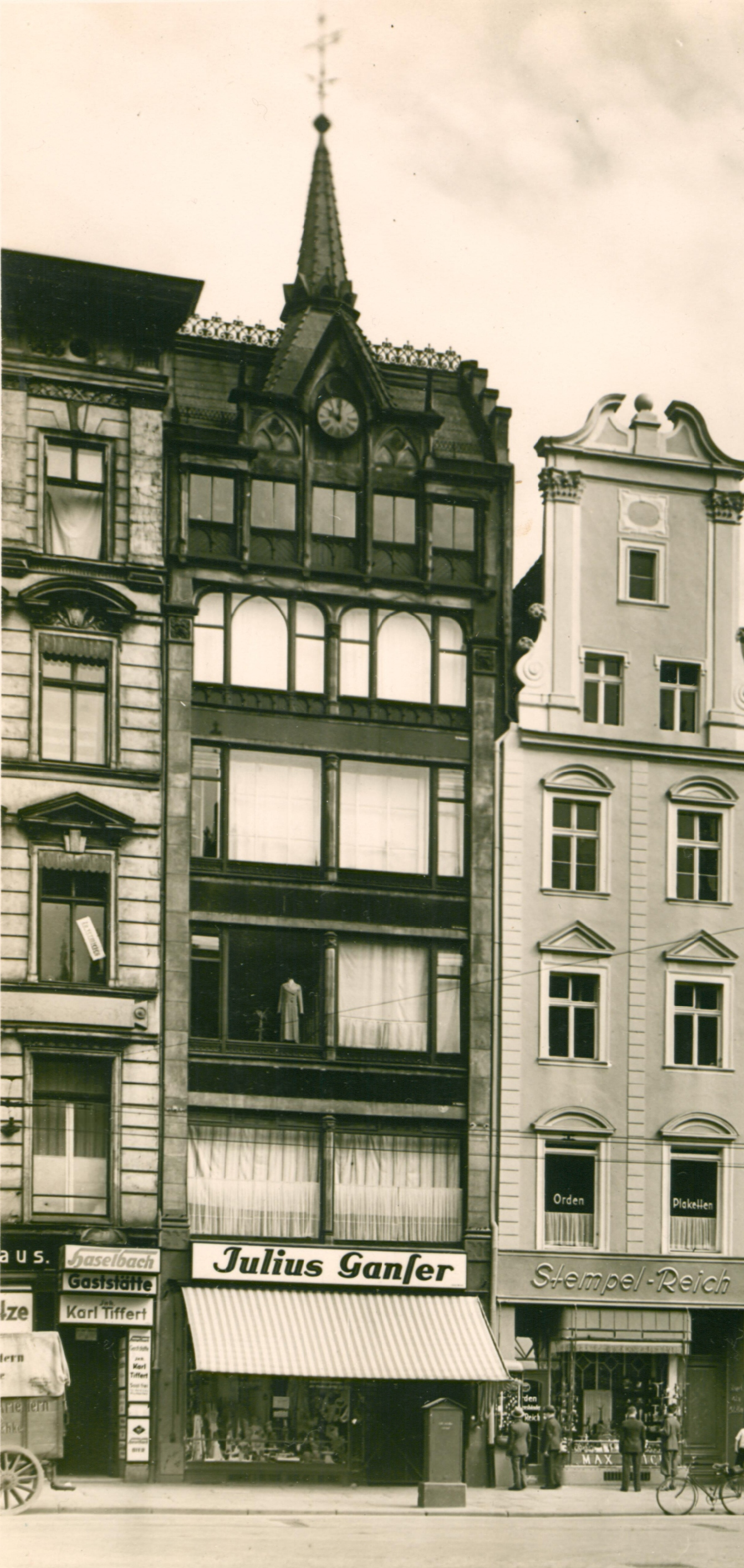
Wygląd kamienicy po jej przebudowie w 1898 roku.

Średniowieczna kamienica. Pod koniec XV wieku w kamienicy prawdopodobnie znajdował się zajazd na piętnaście łóżek, zajmujący dwa pomieszczenia na piętrze kamienicy.Zajazd prowadził Michael Holunder. Informacje na ten temat pochodzą z zachowanego spisu inwentarza sprzętu z 1494 roku. 

Do 1898 roku była kamienicą barokową, z cechami klasycystycznymi, czterokondygnacyjną kamieniczką o wąskiej, trzyosiowej fasadzie zakończonej jednokondygnacyjnym szczytem ujętym spiralnymi spływami i zwieńczonym spłaszczonym tympanonem. Wejście do kamienicy znajdowało się w lewej osi i zamknięte było pełnym łukiem; w pozostałych osiach znajdowało się duże okno zamknięte łukiem odcinkowym. 
W 1898 roku kamienica została rozebrana, a w jej miejsce rok później wzniesiono nowy, pięciokondygnacyjny dom handlowy nadając mu formy eklektyczne według projektu Georga Francke. Nowy budynek został wzniesiony na działce o szerokości zaledwie 6,8 metra i długości 72 metrów, czyli do ulicy Igielnej. Budynek posiadał dwa dziedzińce, połączone razem z bramą wjazdową od strony ulicy Igielnej. Na fasadzie parteru umieszczono przeszkloną witrynę z wejściem po prawej stronie; trzy kolejne kondygnacje zajmowały duże podwójne okna witrynowe. Czwarta i piąta kondygnacja nosiła cechy neorenesansowe z kolumną pomiędzy łukowymi, trójdzielnymi oknami witrynowymi i mniejszymi, pięcioma oknami prostokątnymi na ostatnim piętrze. Fasada zakończona była kalenicowym dachem z neorenesansową wieżyczką pośrodku, z zegarem (Krystyna Kirschke część szczytową kamienicy osadza w formę eklektyczno-gotyzującą).

## Po 1945 roku
W wyniku działań wojennych w 1945 roku kamienica uległa zupełnemu zniszczeniu. Została odbudowana w 1955 roku w formie barokowej, z około 1800 roku. Jej projektantem był Jacek Cydzik. Kamienica zyskała skromną fasadę z gzymsami podokiennymi na drugiej i czwartej kondygnacji i pilastrowe obramienia okien na drugiej kondygnacji. Kamienica ma funkcje mieszkalno-usługową.